# Brycon coxeyi
Brycon coxeyi es una especie de pez de la familia Characidae en el orden de los Characiformes.

## Morfología
Los machos pueden llegar alcanzar los 16.8 cm de longitud total.

## Hábitat
Viven en zonas de clima tropical.

## Distribución geográfica
Se encuentran en Sudamérica: en la cuenca del río Paztaza (Ecuador).